# أستراليا المفتوحة 1989
هنا قائمة ببطولات أستراليا المفتوحة لسنة 1989:

## الكبار

### فردي رجال
إيفان ليندل هزم  ميلوسلاف مايتشاير، 6-2, 6-2, 6-2

### فردي سيدات
شتيفي غراف هزم  هيلينا سوكوفا, 6-4, 6-4

### زوجي رجال
ريك لياتش و جيم بوغه هزم  دارين كاهيل و مارك كراتزمان 6-4, 6-4, 6-4

### زوجي سيدات
مارتينا نافراتيلوفا و بام شرايفر هزم  باتي فينديك و جيل هيذرينجتن 3-6, 6-3, 6-2

### زوجي مختلط
يانا نوفوتنا و جيم بوغه هزم  زينا غاريسن و شيروود ستيوارت 6-3, 6-4